# Complete Studio Recordings
Complete Studio Recordings är en samlingsbox med tio cd-skivor, innehållande Led Zeppelins alla studioinspelningar. Den gavs ut av Atlantic Records den 24 september 1993.